# AN/SPS-42
AN/SPS-42 — американский корабельный радар трёхмерного обзора с фазированной антенной решёткой. Является вариантом радара AN/SPS-39, адаптированным для работы с БИУС NTDS.

## Устройство
В состав аппаратуры входит антенна, передатчик, приёмник-индикатор и синхронизатор. Сканирование по азимуту осуществляется физическим вращением антенны вокруг вертикальной оси со скоростью 4,8; 11; 15; 30 об/мин.
Формирователь частоты излучения имеет три банка резонаторов, умножители частоты, усилители. Управление частотой излучения осуществляется цифровым кодом, поступающим с компьютера.
Приёмник гетеродинный с промежуточной частотой 12 МГц. Усиленный и детектированный сигнал промежуточной частоты подаётся на схемы устранения помех и выделения движущихся целей. Выделение движущихся целей осуществляется путём сравнения видеосигнала в двух последовательных циклах сканирования.
Антенна радара работает в двух режимах: автоматического сканирования по азимуту и ручной установки азимута. В режиме сканирования антенна вращается вокруг вертикальной оси со скоростью 4,8; 11,5; 15; 30 об/мин. Частота 15 об/мин является основной, 11,5 об/мин используется в режиме селекции движущихся целей, 4,8 об/мин — для получения видеосигнала высокой точности, 30 об/мин — в режиме тестирования антенны. В ручном режиме скорость и положение антенны задаётся оператором.
Принятый видеосигнал после усиления поступает на два индикатора: индикатор круговой развёртки (англ. Plan Position Indicator, PPI) и индикатор дальность-высота. Первый индикатор показывает дальность до целей, а также истинный (от направления на север) или относительный (от курса корабля) азимут.
Питание радара осуществляется от бортовой сети (3 фазы 440 В, 60 Гц и 1 фаза, 115 В, 60 Гц).

## Особенности схемотехники

### Сканирование по углу места
Сканирование в вертикальной плоскости осуществляется частотным методом в пределах 0,75—48° c 25 фиксированными положениями луча, соответствующими 25 дискретным частотам. При максимальной частоте излучения луч распространяется горизонтально, с уменьшением частоты луч поднимается вверх относительно горизонта. Изменение частоты несущей на 2 МГц соответствует вертикальному смещению луча на 1°.
Пространственное положение лучей
| Номер луча | 1     | 2    | 3     | 4  | 5     | 6    | 7     | 8  | 9     | 10   | 11    | 12 | 13  | 14  | 15  | 16  | 17  | 18  | 19  | 20  | 21  | 22  | 23  | 24  | 25  |
| ---------- | ----- | ---- | ----- | -- | ----- | ---- | ----- | -- | ----- | ---- | ----- | -- | --- | --- | --- | --- | --- | --- | --- | --- | --- | --- | --- | --- | --- |
| Угол места | 0,75° | 1,5° | 2,25° | 3° | 3,75° | 4,5° | 5,25° | 6° | 6,75° | 7,5° | 8,25° | 9° | 12° | 15° | 18° | 21° | 24° | 27° | 30° | 33° | 36° | 39° | 42° | 45° | 48° |

Частота генератора задаётся двоичным 7-битным кодом, поступающим с синхронизатора, из 128 возможных значений кода при сканировании используются 64. Увеличение кода на единицу соответствует изменению частоты несущей на 1,5 МГц и смещению луча на 0,75°. Нижние 12 позиций луча отстоят друг от друга на 0,75°, верхние 13 позиций — на 3°.
Полный цикл вертикального сканирования составляет 27,9 мс или 35,8 циклов к секунду.
Для компенсации качки существуют дополнительные частоты, позволяющие выводить луч за указанные пределы.

### Селекция движущихся целей
В режиме селекции движущихся целей видеосигнал текущего цикла сканирования сравнивается в аналогичным видеосигналом предыдущего цикла. В качестве элемента памяти выступает линия задержки, время запаздывания которой точно соответствует периоду сканирования. Цели, не изменившие своего положения за это время, не отображаются на индикаторе.

### Подавление боковых лепестков
Радар снабжён системой подавления боковых лепестков диаграммы направленности (англ. Side Lobe Suppression, SLS), которая представляет собой ненаправленную приёмную антенну, сигнал которой сравнивается с сигналом основного приёмника. Когда сигнал приходит с обеих антенн, причём сигнал с ненаправленной антенны больше, это считается признаком сигнала помехи, и коэффициент усиления сигнала основного приёмника кратковременно снижается.